# Tu devi essere il lupo
Tu devi essere il lupo è un film del 2005 diretto da Vittorio Moroni per cui fu candidato al Nastro d'argento e al David di Donatello per il miglior regista esordiente nel 2006.

## Riconoscimenti
- 2005 - Roseto opera prima
  - Rosa d'oro
- David di Donatello 2006 - David di Donatello
  - Candidatura per il premio al miglior regista esordiente
- 2006 - Nastro d'argento
  - Candidatura per il premio al miglior regista esordiente